# Courtalain
Courtalain foi uma comuna francesa na região administrativa do Centro, no departamento Eure-et-Loir. Estendia-se por uma área de 2,47 km². Em 2010 a comuna tinha 616 habitantes (densidade: 249,4 hab./km²).
Em outubro de 2006, se instalou na cidade o seminário do Instituto Bom Pastor, criado pelo Papa Bento XVI para rezar a missa tridentina. 
Em 1 de janeiro de 2017, essa comuna foi incorporada à nova comuna de Commune nouvelle d'Arrou.